# コンポーネント (自転車)
自転車におけるコンポーネントは、自転車を構成する複数の部品をひとまとまりで扱うための呼称である。略してコンポとも呼ばれる。日本のシマノが最初に用い、シマノ製コンポーネントが広く使われるに従い一般呼称として広まった。シマノでは自転車部品全てを指してコンポーネントと呼ぶことがあるが、一般には、フレーム、フォーク、ホイール（車輪）、タイヤ、サドル、ハンドルは含まれない。英語圏ではカンパニョーロが自社製品につけた英語呼称「グループセット (Groupset) 」が（たとえシマノ製であっても）一般用語として用いられることが多く、Groupやイタリア語のGruppoも日本語でのコンポ相当で英語圏で広く使われる。
自転車の文脈で「コンポーネント」や「コンポ」と言う言葉が出てきた場合は通常は本項で示す狭義の意味であるが、一般的な自転車の部品と言う広い意味で使われる場合がもある。

## 歴史
コンポーネントとは、シマノが1970年代前半から導入した「自転車部品セット販売」の呼称である。当時、クランク、変速機、多段ギア、ハブなど自転車を構成する部品は、個別に専門メーカーが開発・製造・供給販売しており、完成車メーカーは、部品メーカーの製品を選択し組み付け製造していた。ギア、チェーン、変速機などの革新に従い、部品メーカーの部品を組み合わせる際に、部品互換性を検証する必要があった。しかも部品を発注するには複数メーカーへの発注を毎回繰り返すこととなった。
シマノが市場調査でここに注目し、研究開発した成果がコンポーネントだった。部品メーカー一社による互換性問題が少ないセット物での部品一括供給は完成車自転車メーカーに大いに好まれ、このためシマノが世界に冠たる企業として躍進した一方、自転車部品業界にとっては革命的な事態となり世界的な部品メーカーが幾社も淘汰される端緒となった。カンパニョーロは「Gruppo（グルッポ）」（英語でGroupset、グループセット）と名づけてこれに参入した。その後は部品メーカーの寡占化が進むと同時に自転車部品は複数部品を組み合わせた形で供給されることが主流となった。
1970年代当時のコンポーネントの一例：
- クランクセット
- ボトムブラケット
- 変速レバー
- ブレーキ
- ブレーキレバー
- 前後変速機
- ハブ
- 多段ギア
- ヘッドパーツ
- シートピラー

現在はこれにペダルも含まれる。自社製品をなるべく多く完成車メーカに買ってもらうための戦略がコンポーネントという売り方だった。
シマノのコンポーネントという売り方が功を奏したため、各メーカもこぞって自社製品をシリーズ化し、シマノと同じような売り方をはじめた。最初のシマノのコンポーネント・シリーズはデュラエースであるが、変速機は以前から売られていたCraneであった。その後はグループごとに開発が進み、グループごとに特徴があるコンポーネントへと進化していった。
通常、コンポーネントは部品の組み合わせなどで複数の価格帯で用意され、それぞれの価格帯（グレード）ごとに個別の名称（ブランド名、通常は登録商標）がつけられるのが一般的である。同一フレーム使用の完成車であっても、価格帯の異なるコンポーネントでの複数組み合わせを用意することで、価格差をつけて複数の完成車両とすることができ、これを異なる名称で販売することができる。自転車メーカーが経費をかけずに車両バリエーションを増やせる方法の一つである。

## 各社のコンポーネント
自転車部品を広範に作りしかも一定の品質で大量に供給することができるメーカーは非常に少ない。そういったコンポーネントメーカーはシマノ、カンパニョーロ、SRAMだけである。近年まではその3社に絞られていたが、FSAやROTORなどのパーツメーカーも少量ではあるものの、コンポーネントを販売している。以前は、日本のマエダ工業（サンツアー）、イタリアのジピエンメ、レジナ、フランスのマヴィック、スイスのエドコ、スペインのゼウスなどからもセット販売があった。イタリアのミケなどのように他社であるシマノやカンパニョーロのパーツと組み合わせてコンポーネントを構成するメーカーも存在する。MTB用パーツメーカーとして有名なSRAMが、2007年から独自コンポーネントの販売を開始した。ダイヤコンペ（吉貝機械金属）はこれのOEM供給を受け、ロードバイク用変速機を販売した。
自転車構成部品メーカーはコンポーネントメーカー以外に、上記のダイヤコンペやスギノテクノなど、単体の部品（パーツ）メーカーが未だ多数存在している。これらの部品メーカーは普及品での完成車への部品供給よりも高級あるいは専門のニッチ領域を対象としていることも多い。これらのパーツをロードバイクに組み込むことも可能である。自転車競技のトップ選手の中にもスポンサー企業から無償供給されたコンポーネントではなく、自費購入の楕円形のギヤ板などを使用することがある。

### シマノ
日本のメーカーである。1980年代から頭角を現し、マウンテンバイクの急速な進歩によって現在では世界的なメーカーとなった。マウンテンバイクの部品ではほぼ独占に近い存在で、1990年代からはロードバイクの部品でほぼ独占状態だったカンパニョーロと競合するようになり、現在では少なくとも日本国内での売り上げにおいてカンパニョーロを完全に追い越している。とくに「STI」の開発によりカンパニョーロより一歩抜きん出た存在となった（現在はカンパニョーロも追従）。高品質・低価格であることから、発売されている完成車の多くはシマノのパーツを（一部だけでも）採用していることが多い。最上位機種の「デュラエース」はロードレースからトライアスロンまで、幅広く利用できる。

#### ロードバイク
- デュラエース
- アルテグラSL
- アルテグラ
- 105
- ティアグラ
- SORA
- Claris
- Tourney A070

#### マウンテンバイク
- XTR
- Deore XT
- Deore LX
- Deore
- Alivio
- Acera
- Altus
- Tourney
- SAINT：ダウンヒル競技用
- HONE：フリーライド用
- SLX：フリーライド用

### カンパニョーロ
イタリアの老舗メーカー。日本語ユーザでは略して「カンパ」、英語でも略して「Campy（キャンピー）」と表されることが多い。車輪の脱着を容易にする「クイックリリース」を発明した会社。戦後から変速機でリードを取り、現在でもコンポーネントを製造している。1980年代に低迷していた時期もあったが、いまだに自転車競技では絶対に欠かすことのできない存在で、ツール・ド・フランスなどの世界各国のレースで使用されている。特に最高級コンポーネント「レコード」は長年のレースでの実績を背景としたブランドにおいて突出した存在である。現在の傾向としてはチタンやカーボンなど多くの新素材を積極的に採用することによって、変速性能面で優位に立つシマノに重量で対抗している。カンパニョーロはマウンテンバイクの部品も一時期製作していたが、現在ではロードバイクの部品のみである。2017年のコンポーネントのブランドは以下の通りである。
- スーパーレコード (Super Record )
- レコード (Record )
- コーラス (Chorus )
- Athena
- Potenza
- Centaur
- Veloce

### SRAM（スラム）
アメリカのメーカーである。主にマウンテンバイク用のコンポーネントを展開していたが2007年からロードバイク向けの製品も展開するようになった。マウンテンバイク用製品ではグリップを回すことで変速するグリップシフトが有名であり、8速以上のグリップシフトはSRAMしか製造していないため愛好者が多い。ジャイアントなどの完成車に用いられるようになってきているため、マウンテンバイク市場ではある程度のシェアを確保している。ロードバイク市場では先行するシマノ、カンパニョーロの人気が高いためにシェアは小さい。しかし一部のマスプロメーカーの完成車に採用されていることから僅かながらシェアを確保しつつある。プロチームに供給するなどしてブランド力強化に取り組んでおり、マウンテンバイク競技では今まで独壇場だったシマノのシェアに食い入っている。最近ではスラムが始めた規格をシマノが追従するといった現象も見られ始めている。

#### ロードバイク
- RED
- FORCE
- RIVAL
- APEX

#### マウンテンバイク
- XX
- XO
- X9

・X7
・X5
・SX5
・X4
・SX4
・X3
・3.0

### サンツアー
マエダ工業のブランド「サンツアー」は、90年代の初めまでシマノと並ぶ一大ブランドであった。現在シマノやカンパニョーロの後変速機に使われている、斜めに移動する構造「スラントパンタ」はサンツアーの特許であった。しかし、MTBの爆発的普及による部品需要の急増に対応出来なかったことによりシェアを奪われ、現在では生産されていない。ブランド名はのちに合同した栄輪業ごと、台湾のメーカーに「SR Suntour」として引き継がれたが、日本では非常にマイナーである。
旧サンツアー製品は真面目かつ独創的なもの造りの姿勢や、性能面でもシマノに勝るとも劣らない面を持っていたことから、現在でも一部の愛好家に支持されており、特に最上位機種であったシュパーブ・プロ (Superbe Pro ) は根強い人気がある。特筆すべきは使用されている素材の質が極めて良好であったことで、同時代のシマノ製品と比較して格段に良質な素材、仕上げを実現していた。塗装仕上げされていたデュラエースに対し、無塗装で磨き上げられ金属の輝きで魅せるシュパーブ・プロは、自転車パーツとして一つの頂点を極めていた。しかしその過剰なまでの理想主義が経営と結びつかなかった。1990年代半ば会社倒産に際し整理品が投げ売りのような形で廉価販売されたが、現在ではネットオークションで高値で取引されている。
- シュパーブ・プロ
- SL（旧名スプリント）
- Olé
- Cyclone
- GPX
- XC PRO
- XC COMP

### ロードバイクのコンポーネントが二社にしぼられた理由
かつては多くのメーカーが製造していたコンポーネントであるが、現在は三社のみが製造しており、事実上シマノとカンパニョーロの二社で市場を席巻している。ここまでメーカーが減少した理由は、シマノとサンツアーによるシェア争いによるところが大きい。
1980年代の初めまでは、前2段、後ろ5段といったところが変速機の主流で、台座に取り付けられたフリクションタイプ（無段階）のシフトレバーで操作するというものであった。この時は日本での高級品のシェアはサンツアーが優位であったが、そこにシマノが1982年、SIS（Shimano Index System、段階式の変速機）を投入、経験の有無を問わず容易な操作性が評価され、徐々に支持を集めるようになった。更にシマノは、多段化（84年には後ろ6段に）などを成功させ、シェアをのばしていった。1989年にSTI (Shimano Total Integration) コンセプトを打ち出し、その製品群の中で革新的なアイテムとなった1991年のデュアルコントロールレバー投入により、ハンドルの握り位置を変えないまま同時に変速とブレーキングが可能になり、操作性が大幅に向上。従来品に対して重量面でのデメリットがあったものの、結果的にはプロレーサーからも圧倒的な支持を得ることになった。
カンパニョーロは後年、デュアルコントロールレバーと同等の機能を持った「エルゴパワー」を投入し、シェアを維持した。これに対して、サンツアーはコンポーネントαシリーズや「Olé」にインデックスシステム「AccuShift」を投入。ノーマルブレーキレバーの横にウイングナットのような形状のシフトレバーを取り付け手元変速を可能にする「コマンドシフト」を発表したもののそこまでで、次第にシェアを落とし、ついには生産を停止した。
しかしMTB用のコンポーネントを供給してきたSRAM社が2006年末からロード用コンポーネントの市販を開始したほか、2007年のプロチームへの供給を発表した。後発の利点を生かした機構・デザインを盛り込んでおり、完成度は高いが、2007年の段階では生産コストの都合からか、二大メーカーに比べて高価であり、大きく市場に食い込むまでには至っていない。
マヴィックも以前にロードバイク用コンポーネントを販売していたが、市場に食い込めず、現在では変速機の製造からは撤退している（ブレーキアームとスプロケットは生産している）。